# Jan Duiker

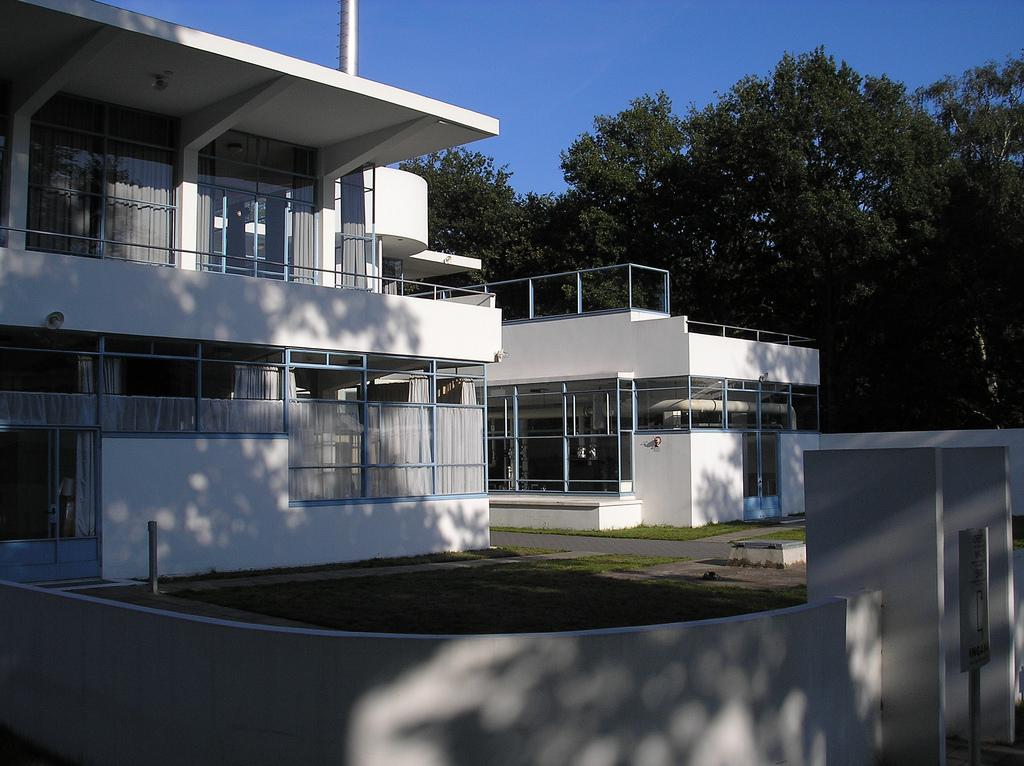
Sanatorium Zonnestraal Hilversum (1926-1928)

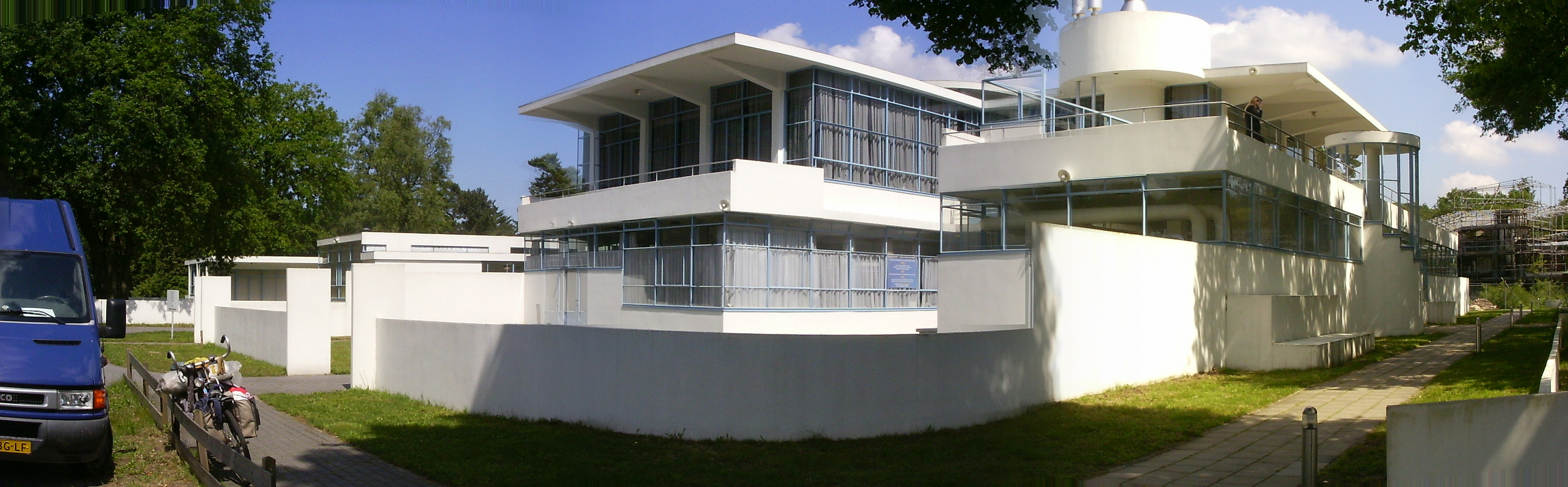
Sanatorium Zonnestraal gezien vanuit een andere richting

Jan Duiker (ook Johannes Duiker) (Den Haag, 1 maart 1890 - Amsterdam, 23 februari 1935) was een Nederlands architect met een vrij korte beroepscarrière. Gedurende vijftien jaar, van ongeveer 1920 tot 1935, het jaar van zijn vroegtijdige dood, behoort het werk van Duiker, naar het oordeel van velen, tot het beste wat in de Nederlandse architectuur tot stand kwam. Aldo van Eyck plaatst hem bij de meest vindingrijke architecten ooit.
Duiker was een belangrijke vertegenwoordiger van de nieuwe zakelijkheid of het nieuwe bouwen van de jaren '20-'40.

## Biografie
Duiker werd geboren te Den Haag, als zoon van de hoofdonderwijzer Fokke Duiker en Frederika Rosenveldt. Hij volgde de HBS aldaar en deed in 1907 eindexamen, waarna hij twijfelde tussen de studie bouwkunde en een conservatoriumopleiding. In 1908 begon hij aan zijn studie bouwkunde aan de Technische Hogeschool Delft, waar hij bevriend raakte met Bernard Bijvoet.
In 1913 studeerden beiden af. Ze werkten enkele jaren op het bureau van prof. Henri Evers, die onder andere toezicht hield op de bouw van het door hem ontworpen stadhuis van Rotterdam. In 1916 begonnen Duiker en Bijvoet in Den Haag hun eigen architectenbureau. In 1918 vond er een prijsvraag plaats voor een nieuw ontwerp voor het gebouw van de Rijksacademie van Beeldende Kunsten te Amsterdam, waar de inzending van Duiker en Bijvoet weliswaar de eerste prijs won en ze daarmee de opdracht binnensleepten, maar waarvan de uitwerking op niets uitliep; in 1921 trok de regering de opdracht terug. Van het geldbedrag dat ze met deze prijsvraag wonnen, begonnen ze in 1919 in Zandvoort een nieuw architectenbureau.
In 1925 verbrak Bijvoet de samenwerking met Duiker, om financiële redenen. Bijvoet vertrok naar Parijs en ging daar bij het bureau van de Franse architect Pierre Chareau werken, maar de vriendschap met Duiker bleef. In datzelfde jaar liep Duikers huwelijk op de klippen, hij vestigde zich met zijn nieuwe vrouw, Lucie Küpper, en haar twee kinderen in een bovenwoning in Amsterdam, waar hij zijn architectenbureau voortzette. Zijn tweede vrouw, die Duiker leerde kennen doordat zij zijn buurvrouw was in Zandvoort, hielp hem met de administratie en financiën. De jaren hierop kenmerkten zich door geldzorgen, door de economische crisis, eind jaren '20 van de twintigste eeuw, waren er weinig opdrachten en ze zagen zich genoodzaakt naar een grotere woning te verhuizen, om die vervolgens deels te verhuren.
In 1926 begon Duiker een samenwerking met de betonspecialist Jan Gerko Wiebenga, een samenwerking die tot 1929 duurde. Uit deze samenwerking kwam in 1929 de Nirwana-flat, Nederlands eerste flatgebouw, tot stand.
Bij Jan Duiker werd in 1934 kanker ontdekt, ondanks de behandeling met bestraling overleed hij aan de gevolgen hiervan op 23 februari 1935, een week voor zijn 45e verjaardag. Na zijn dood werd zijn laatste ontwerp, Hotel Gooiland, voltooid door zijn voormalige compagnon Bernard Bijvoet.

## Architectuur

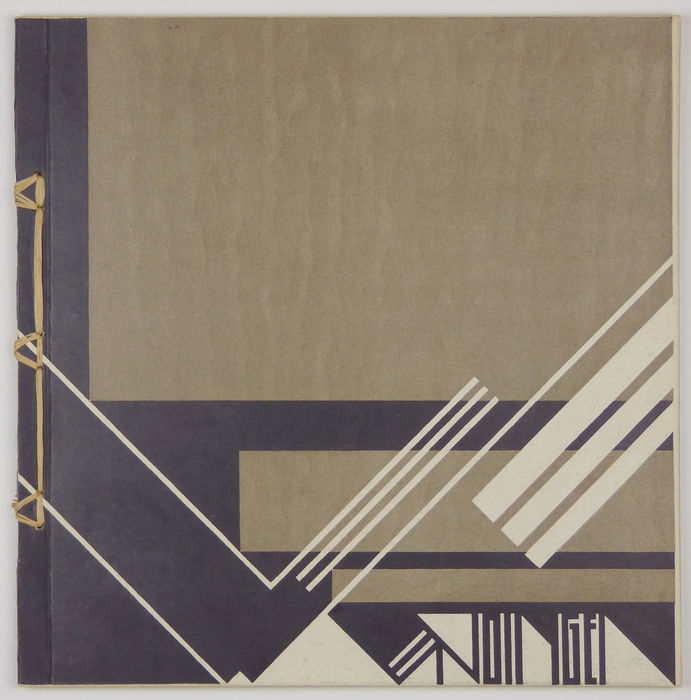
Omslag Wendingen, 1921, (ontwerp van Duiker)

Door Duiker werden ontwerp- en technische problemen op papier en in de bouw schijnbaar moeiteloos opgelost. Grote persoonlijke deskundigheid is te zien in vondsten voor de kleine onderdelen. Opvallend is het grote aantal werken, tot stand gekomen in een tijd van malaise; een tijdelijke kracht uitgezonderd, werkte Duiker zonder hulp.

Uit de stukken van Duiker blijkt zijn grote belangstelling voor de ontwikkeling van de techniek. Hij is meer op samenhang dan op specialisme gericht.

Zijn "kolommen" over verschijnselen, het werk van anderen en het bij herhaling wijzen van de overheid op haar taak, getuigen van een journalistieke vasthoudendheid.
Duiker wordt eerder als liberaal dan als socialist gezien.

Jan van Zutphen meende: "Stellig behoorde hij tot de groten van geest, een strijder zonder arrogantie, maar met een vastberadenheid en een geestdrift die meeslepend waren".
De heldere en functionele architectuur van Duiker is transparant, streng, zo mooi mogelijk met bijna niets. Verschillende, inmiddels gerestaureerde gebouwen van hem zijn nog steeds in gebruik.

## Jan Duiker en participatie?
Nadat de optopping Thomsonplein 12 van het Duiker-ensemble door de voorzitter van de Welstandscommissie Rainer Bullhorst (met vier commissieleden) goedgekeurd was, kwamen heftige protesten van bewoners, maar ook van architecten als Herman Hertzberger, Wessel de Jonge en anderen. Hun kritiek werd gepubliceerd in de krant "HaagWestNieuws" en op de website van de Haagse Stadspartij. Hoewel participatie oorspronkelijk bedoeld was voor de bewoners, is de verbouwing Thomsonplein 12 door een vastgoedfirma voor een nog onbekende klant uitgevoerd.
De verminking van het Duiker-ensemble in Den Haag is een klein incident in een hele rij van andere projecten. Op de website van de Haagse Stadspartij wordt de stedenbouwkundige situatie van Den Haag als volgt samengevat: "Den Haag zal de architectuurgeschiedenis ingaan als kampioen van het beschadigen van historische stadsilhouetten." Misschien brengt de rel rond het Duiker-ensemble een verandering tot stand in de denkwijze van de stedenbouw-ambtenaren in Den Haag.

## Erkenning
In 2022 werd Duiker postuum toegevoegd aan de Alumni Walk of Fame ter gelegenheid van het 180-jarig bestaan van de TU Delft.

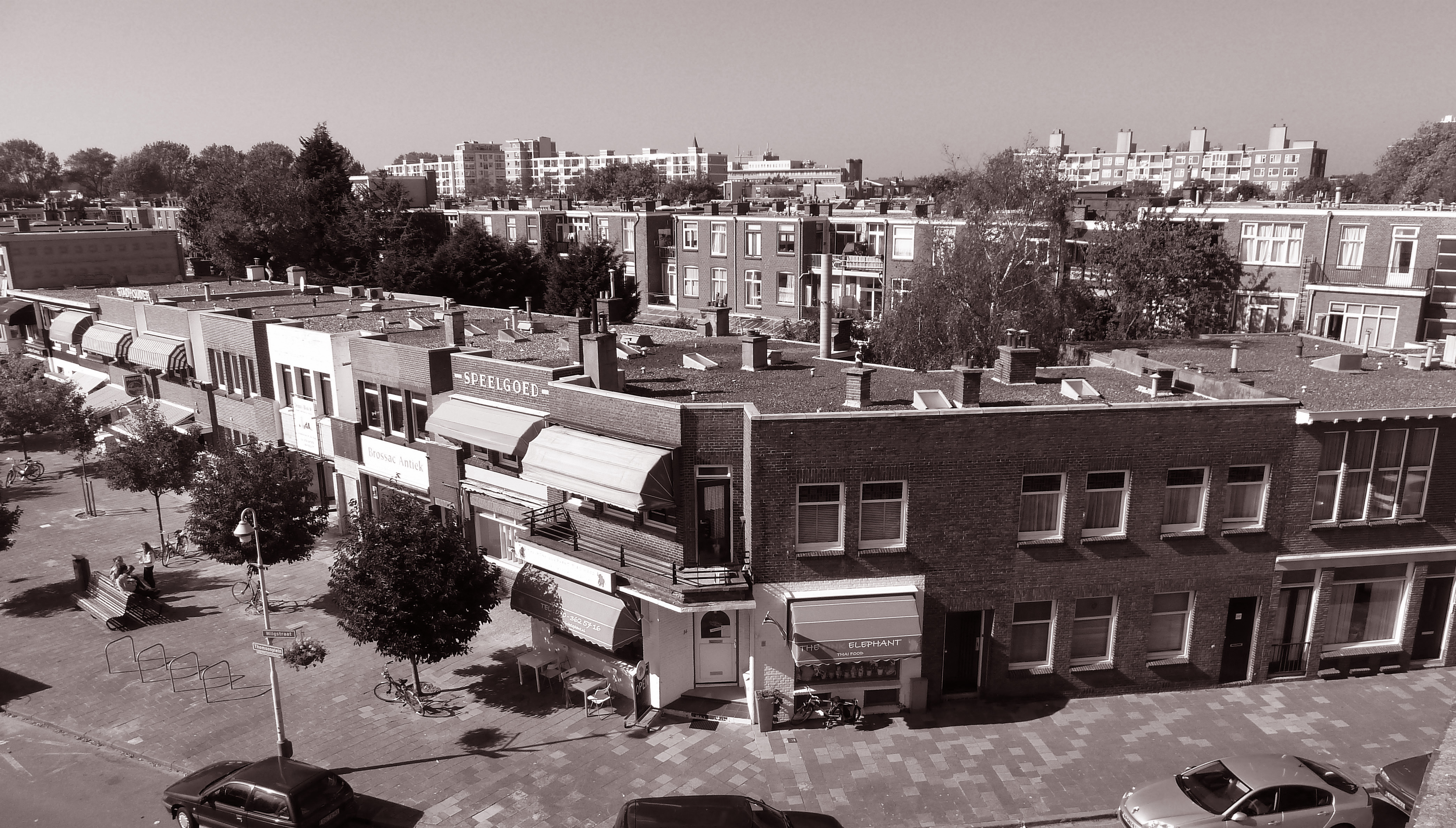
Origineel, foto 29 september 2011
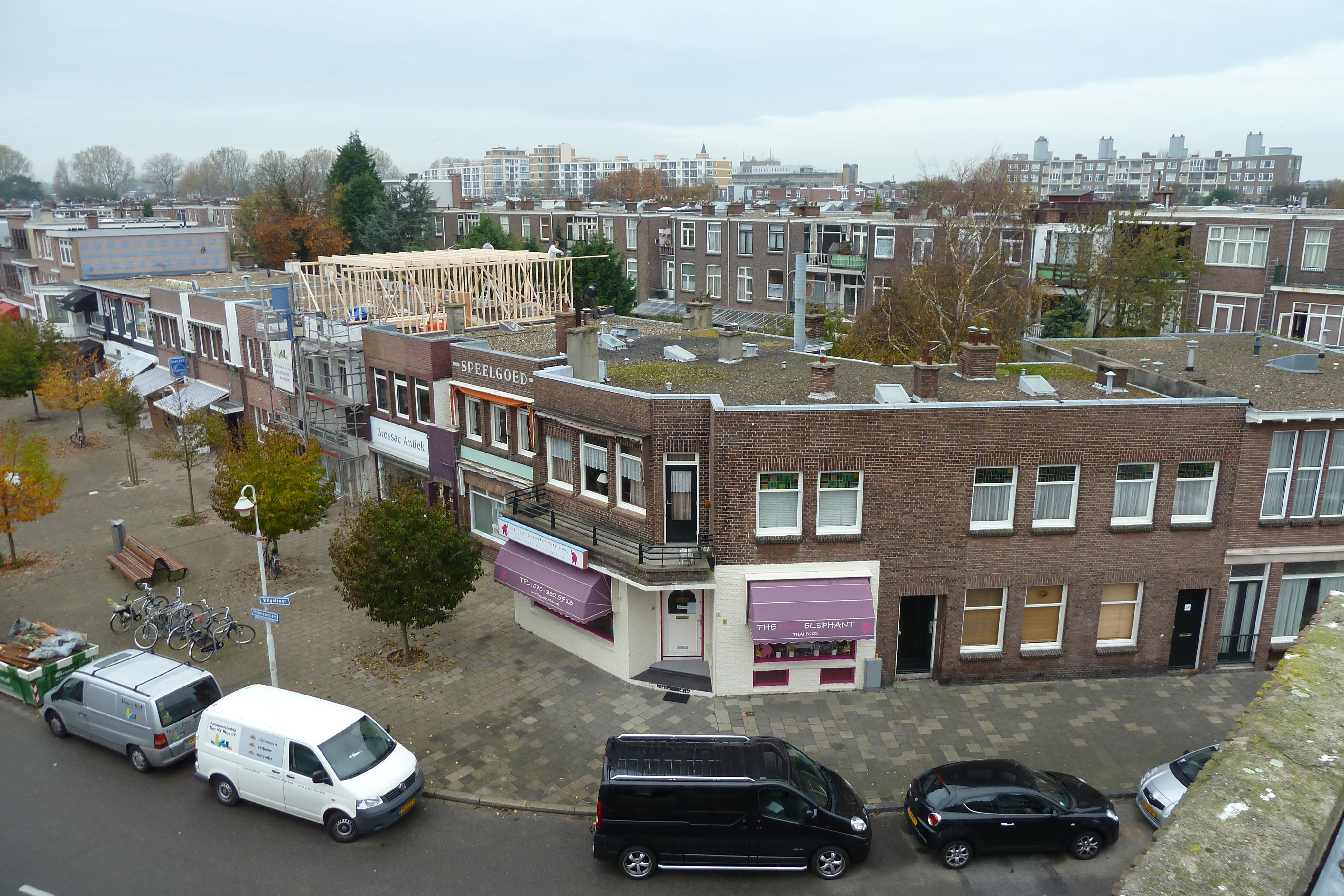
Wildgroei, 29 oktober 2011

## Belangrijke werken
| Bouw      | Naam                                 | Plaats                 | Bijzonderheden                                                    | Afbeelding |
| --------- | ------------------------------------ | ---------------------- | ----------------------------------------------------------------- | ---------- |
| 1918-1919 | Karenhuis                            | Alkmaar                | met B. Bijvoet                                                    |            |
| 1921-1922 | Jan-Duiker-ensemble Thomsonplein     | Den Haag               | met B. Bijvoet                                                    |            |
| 1921-1923 | Villapark Meer en Bosch              | Den Haag, Kijkduin     | met B. Bijvoet                                                    |            |
| 1926-1928 | Nazorgkolonie Sanatorium Zonnestraal | Hilversum              |                                                                   |            |
| 1927-1930 | Nirwana-flat                         | Den Haag               | Eerste flatgebouw van Nederland; ontworpen samen met Jan Wiebenga |            |
| 1929-1930 | Openluchtschool                      | Amsterdam              |                                                                   |            |
| 1930-1931 | Derde Ambachtschool                  | Den Haag, Scheveningen |                                                                   |            |
| 1931      | Passage Bioscoop                     | Amsterdam              | Verbouwing bestaande bioscoop. Door brand verwoest in 1953        |            |
| 1934      | Cineac                               | Amsterdam              |                                                                   |            |
| 1934-1936 | Hotel Gooiland                       | Hilversum              | Voorontwerp van Duiker, voltooid o.l.v. Bernard Bijvoet           |            |